# Châtenay (Ain)
Châtenay és un municipi francès situat al departament de l'Ain i a la regió d'Alvèrnia-Roine-Alps. L'any 2007 tenia 336 habitants.

## Demografia

### Població
El 2007 la població de fet de Châtenay era de 336 persones. Hi havia 132 famílies de les quals 32 eren unipersonals (24 homes vivint sols i 8 dones vivint soles), 36 parelles sense fills, 52 parelles amb fills i 12 famílies monoparentals amb fills.
La població ha evolucionat segons el següent gràfic:
Habitants censats

### Habitatges
El 2007 hi havia 149 habitatges, 132 eren l'habitatge principal de la família, 9 eren segones residències i 8 estaven desocupats. 140 eren cases i 9 eren apartaments. Dels 132 habitatges principals, 99 estaven ocupats pels seus propietaris, 32 estaven llogats i ocupats pels llogaters i 1 estava cedit a títol gratuït; 1 tenia una cambra, 4 en tenien dues, 25 en tenien tres, 52 en tenien quatre i 51 en tenien cinc o més. 103 habitatges disposaven pel capbaix d'una plaça de pàrquing. A 46 habitatges hi havia un automòbil i a 81 n'hi havia dos o més.

### Piràmide de població
La piràmide de població per edats i sexe el 2009 era:
| Homes | Edats   | Dones |
| ----- | ------- | ----- |
| 0     | 95 o +  | 0     |
| 0     | 90 a 94 | 0     |
| 0     | 85 a 89 | 4     |
| 0     | 80 a 84 | 0     |
| 4     | 75 a 79 | 4     |
| 8     | 70 a 74 | 0     |
| 8     | 65 a 69 | 12    |
| 4     | 60 a 64 | 8     |
| 12    | 55 a 59 | 4     |
| 12    | 50 a 54 | 20    |
| 12    | 45 a 49 | 8     |
| 24    | 40 a 44 | 16    |
| 8     | 35 a 39 | 16    |
| 4     | 30 a 34 | 4     |
| 4     | 25 a 29 | 8     |
| 4     | 20 a 24 | 8     |
| 8     | 15 a 19 | 12    |
| 20    | 10 a 14 | 24    |
| 12    | 5 a 9   | 4     |
| 12    | 0 a 4   | 4     |

## Economia
El 2007 la població en edat de treballar era de 231 persones, 157 eren actives i 74 eren inactives. Les 157 persones actives estaven ocupades(85 homes i 72 dones).. De les 74 persones inactives 28 estaven jubilades, 18 estaven estudiant i 28 estaven classificades com a «altres inactius».

### Ingressos
El 2009 a Châtenay hi havia 133 unitats fiscals que integraven 337,5 persones, la mediana anual d'ingressos fiscals per persona era de 18.911 €.

### Activitats econòmiques
Dels 9 establiments que hi havia el 2007, 1 era d'una empresa de fabricació de material elèctric, 2 d'empreses de construcció, 5 d'empreses de comerç i reparació d'automòbils i 1 d'una empresa d'hostatgeria i restauració.
Dels 3 establiments de servei als particulars que hi havia el 2009, 1 era un taller de reparació d'automòbils i de material agrícola, 1 lampisteria i 1 restaurant.
L'únic establiment comercial que hi havia el 2009 era una adrogueria.
L'any 2000 a Châtenay hi havia 20 explotacions agrícoles que ocupaven un total de 970 hectàrees.

## Equipaments sanitaris i escolars
El 2009 hi havia una escola elemental integrada dins d'un grup escolar amb les comunes properes formant una escola dispersa.

## Poblacions més properes
El següent diagrama mostra les poblacions més properes.